# Ningkang
Ningkang (kinesiska: 宁康乡, 宁康) är en socken i Kina. Den ligger i den autonoma regionen Guangxi, i den södra delen av landet, omkring 240 kilometer nordost om regionhuvudstaden Nanning.
Genomsnittlig årsnederbörd är 2 211 millimeter. Den regnigaste månaden är juni, med i genomsnitt 384 mm nederbörd, och den torraste är oktober, med 37 mm nederbörd.